# ارنستو کانتو
ارنستو کانتو (اسپانیایی: Ernesto Canto‎؛ زادهٔ ۱۸ اکتبر ۱۹۵۹) دونده دو پیاده‌روی سرعت اهل مکزیک است.
وی در مسابقات کشوری و بین‌المللی در مجموع برندهٔ ۵ مدال طلا شده‌است.